# Risultante (polinomi)
In matematica, il risultante di due polinomi {\displaystyle P} e {\displaystyle Q}, con coefficienti dei monomi di grado massimo {\displaystyle p} e {\displaystyle q} rispettivamente, è definito come il prodotto
{\displaystyle \mathrm {res} (P,Q)=p^{\deg Q}q^{\deg P}\prod _{(x,y):\,P(x)=0,\,Q(y)=0}(x-y),}
delle differenze tra le loro radici in una chiusura algebrica di {\displaystyle k}, considerate con le loro molteplicità come radici dei polinomi, e di opportune potenze dei coefficienti {\displaystyle p} e {\displaystyle q}.

## Aspetti computazionali
- Per un fissato polinomio {\displaystyle P}, il prodotto di sopra può essere riscritto come

{\displaystyle \mathrm {res} (P,Q)=p^{\deg Q}\prod _{P(x)=0}Q(x),}
e quindi dipende polinomialmente dai coefficienti di {\displaystyle Q}. Un altro modo per vedere ciò è di osservare che {\displaystyle res(P,Q)} dipende polinomialmente (con coefficienti interi) dalle radici di {\displaystyle P} e {\displaystyle Q}, ed è invariante per qualunque permutazione di tali radici.
- Più concretamente, il risultante è il determinante della matrice di Sylvester associata a {\displaystyle P} e {\displaystyle Q}.

- L'espressione

{\displaystyle \mathrm {res} (P,Q)=p^{\deg Q}\prod _{P(x)=0}Q(x)}
non cambia se {\displaystyle Q} è ridotto modulo {\displaystyle P}.
- Sia {\displaystyle P'=P\mod Q}. Allora l'idea di sopra può essere iterata scambiando i ruoli di {\displaystyle P'} e {\displaystyle Q}. Il risultante può pertanto essere calcolato tramite una variante dell'algoritmo di Euclide.

## Proprietà
- Poiché il risultante è un polinomio a coefficienti interi nei coefficienti di {\displaystyle P} e {\displaystyle Q}, si ha che
  - Il risultante è ben definito per polinomi su qualunque anello commutativo.
  - Se h è un omomorfismo dell'anello dei coefficienti in un altro anello commutativo, che preserva i gradi di {\displaystyle P} e {\displaystyle Q}, allora il risultante dell'immagine tramite  h di {\displaystyle P} e {\displaystyle Q} è l'immagine tramite h del risultante di {\displaystyle P} e {\displaystyle Q}.
- Il risultante di due polinomi a coefficienti in un dominio di integrità è zero se e solo se hanno massimo comune divisore di grado positivo.

## Applicazioni
- Il discriminante di un polinomio è definito (a meno del segno) come il quoziente del risultante tra il polinomio e la sua derivata con il coefficiente del suo monomio di grado massimo.

- I risultanti possono essere usati in geometria algebrica per determinate intersezioni.  Ad esempio, siano

{\displaystyle f(x,y)=0}
e
{\displaystyle g(x,y)=0}
curve algebriche in {\displaystyle \mathbb {A} _{k}^{2}}. Se {\displaystyle f} e {\displaystyle g} sono visti come polinomi in {\displaystyle x} a coefficienti in {\displaystyle k[y]}, allora il risultante di {\displaystyle f} e {\displaystyle g} è un polinomio in {\displaystyle y} le cui radici sono le coordinate {\displaystyle y} delle intersezioni tra le curve e degli asintoti comuni paralleli all'asse delle {\displaystyle x}.